# Anciens grades des Forces canadiennes
Pour un article plus général, voir Grades des Forces canadiennes.
Avant l'unification des Forces canadiennes en 1968, les forces militaires canadiennes étaient composées de trois services distincts : l'Armée canadienne, l'Aviation royale du Canada et la Marine royale canadienne. Chacune de ses branches avait ses propres grades avec leurs propres insignes basés sur la structure britannique de la British Army, la Royal Air Force et la Royal Navy. Lors de l'unification en 1968, les trois services furent regroupés pour former les Forces canadiennes et la structure des grades fut uniformisée et rendue plus « canadienne ».

## Changements au sein de l'Armée canadienne
Les insignes de grades des membres du rang des Forces canadiennes ressemblaient beaucoup à ceux de l'armée de terre avant l'unification, mais il y eut néanmoins quelques changements et de nouveaux grades furent créés. En effet, l'armée avait des officiers généraux, des officiers, des adjudants, des sous-officiers seniors, des sous-officiers juniors et des hommes. Tout le personnel qui n'était pas des officiers était collectivement connu sous le terme d'« autres grades ». Après l'unification, les « autres grades » devinrent les membres non-commissionnés et la catégorie des sous-officiers seniors n'incluaient dorénavant que le grade de sergent tandis qu'avant elle incluait également les staff sergeants (traduisible par « sergent-chef »). Il y avait également trois grades d'adjudants, tandis que, immédiatement après l'unification, il n'y en avait que deux.
Les nominations (appointments) de lance-caporal et de lance-sergent furent supprimées. Originellement, il n'y avait que les soldats et caporaux sous le grade de sergent. Les caporaux ayant reçu l'entraînement de leadership étaient désignés comme B corporals (« caporaux de classe B ») puisqu'ils avaient complété la partie B de leur entraînement de leadership et commençaient à porter une couronne au-dessus de leurs deux chevrons. Éventuellement, la couronne fut remplacée par une feuille d'érable surmontant les deux chevrons et la nomination de caporal-chef fut créée à cause de l'hostilité et de la confusion qui existaient dans les rangs pour savoir qui prodiguait le leadership dans les niveaux moins élevés du Commandement mobile (le nom alors utilisé par l'Armée canadienne).

### Ligne du temps des changements
| NATO Code                                                                          | OF-9    | OF-8               | OF-7          | OF-6              | OF-5    | OF-4               | OF-3  | OF-2      | OF-1       | OF-1              | OF(D)            | Student Officer |                |
| ---------------------------------------------------------------------------------- | ------- | ------------------ | ------------- | ----------------- | ------- | ------------------ | ----- | --------- | ---------- | ----------------- | ---------------- | --------------- | -------------- |
| Commandement de la force mobile & Commandement de la Force terrestre (1968 - 2013) |         |                    |               |                   |         |                    |       |           |            |                   | Pas d'équivalent |                 |                |
| Armée canadienne (2013 - 2016)                                                     |         |                    |               |                   |         |                    |       |           |            |                   | Pas d'équivalent |                 |                |
| Armée canadienne (Présent)                                                         |         |                    |               |                   |         |                    |       |           |            |                   | Pas d'équivalent |                 |                |
| Grades                                                                             | General | Lieutenant-General | Major-General | Brigadier-General | Colonel | Lieutenant-Colonel | Major | Captain   | Lieutenant | Second Lieutenant | Pas d'équivalent | Officer Cadet   | Officer Cadet  |
| Grades                                                                             | Général | Lieutenant-général | Major-général | Brigadier-général | Colonel | Lieutenant-colonel | Major | Capitaine | Lieutenant | Sous-lieutenant   | Pas d'équivalent | Élève-officier  | Élève-officier |

## Changements au sein de l'Aviation royale du Canada
La structure distincte des grades de l'aviation fut éliminée et le Commandement aérien adopta les mêmes grades que le Commandement mobile.

### Ligne du temps des changements de grade
| Commandement aérien (1968 - 2010)    | Pas d'équivalent | Pas d'équivalent |         |         |                    |                    |               |               |                   |                   |         |         |                    |                    |       |       |           |           |            |            |            |                   |                   |                   | Pas d'équivalent | Pas d'équivalent | Pas d'équivalent | Pas d'équivalent | Pas d'équivalent | Pas d'équivalent |                |                |
| Aviation royale canadienne (Présent) | Pas d'équivalent | Pas d'équivalent |         |         |                    |                    |               |               |                   |                   |         |         |                    |                    |       |       |           |           |            |            |            |                   |                   |                   | Pas d'équivalent | Pas d'équivalent | Pas d'équivalent | Pas d'équivalent | Pas d'équivalent | Pas d'équivalent |                |                |
| Grades                               | Pas d'équivalent | Pas d'équivalent | Général | Général | Lieutenant General | Lieutenant General | Major-general | Major-general | Brigadier-general | Brigadier-general | Colonel | Colonel | Lieutenant Colonel | Lieutenant Colonel | Major | Major | Captain   | Captain   | Lieutenant | Lieutenant | Lieutenant | Second lieutenant | Second lieutenant | Second lieutenant | Pas d'équivalent | Pas d'équivalent | Pas d'équivalent | Pas d'équivalent | Pas d'équivalent | Pas d'équivalent | Officer Cadet  | Officer Cadet  |
| Grades                               | Pas d'équivalent | Pas d'équivalent | Général | Général | Lieutenant-général | Lieutenant-général | Major-général | Major-général | Brigadier-général | Brigadier-général | Colonel | Colonel | Lieutenant-colonel | Lieutenant-colonel | Major | Major | Capitaine | Capitaine | Lieutenant | Lieutenant | Lieutenant | Sous-lieutenant   | Sous-lieutenant   | Sous-lieutenant   | Pas d'équivalent | Pas d'équivalent | Pas d'équivalent | Pas d'équivalent | Pas d'équivalent | Pas d'équivalent | Élève-Officier | Élève-Officier |

## Changements au sein de la Marine royale canadienne
Presque tous les vestiges de la tradition navale furent perdus lors de l'unification. Cependant, le nom des grades furent conservés pour le personnel du Commandement maritime nouvellement créé. Sur l'uniforme des Forces canadiennes, les insignes de grade jusqu'à celui de capitaine suivaient celles de la Marine royale canadienne à l'exception de la boucle d’officier qui fut enlevée. Cette dernière était néanmoins autorisée sur les tenues de mess des officiers. En 1985, un nouvel uniforme pour le service maritime fut introduit et, le 11 juin 2011, la boucle d'officier fut réintroduite pour tous les officiers. Les insignes pour les autres grades continuent d'être basées sur les insignes de l'armée de terre.

### Ligne du temps des changements de grades
| Commandement maritime (1968 - 2010) | Pas d'équivalent | Pas d'équivalent |         |         |              |              |               |               |           |           |                       |                       |                      |                      |                       |                       |                        |                        |                                    |                                    |                                    |                                   |                                   |                                   | Pas d'équivalent | Pas d'équivalent | Pas d'équivalent | Pas d'équivalent | Pas d'équivalent | Pas d'équivalent |                    |                    |
| Marine royale canadienne (Présent)  | Pas d'équivalent | Pas d'équivalent |         |         |              |              |               |               |           |           |                       |                       |                      |                      |                       |                       |                        |                        |                                    |                                    |                                    |                                   |                                   |                                   | Pas d'équivalent | Pas d'équivalent | Pas d'équivalent | Pas d'équivalent | Pas d'équivalent | Pas d'équivalent |                    |                    |
| Grades                              | Pas d'équivalent | Pas d'équivalent | Admiral | Admiral | Vice-admiral | Vice-admiral | Rear-admiral  | Rear-admiral  | Commodore | Commodore | Captain(N)            | Captain(N)            | Commander            | Commander            | Lieutenant-commander  | Lieutenant-commander  | Lieutenant(N)          | Lieutenant(N)          | Sub-lieutenant                     | Sub-lieutenant                     | Sub-lieutenant                     | Acting sub-lieutenant             | Acting sub-lieutenant             | Acting sub-lieutenant             | Pas d'équivalent | Pas d'équivalent | Pas d'équivalent | Pas d'équivalent | Pas d'équivalent | Pas d'équivalent | Naval cadet        | Naval cadet        |
| Grades                              | Pas d'équivalent | Pas d'équivalent | Amiral  | Amiral  | Vice-amiral  | Vice-amiral  | Contre-amiral | Contre-amiral | Commodore | Commodore | Capitaine de vaisseau | Capitaine de vaisseau | Capitaine de frégate | Capitaine de frégate | Capitaine de corvette | Capitaine de corvette | Lieutenant de vaisseau | Lieutenant de vaisseau | Enseigne de vaisseau de 1re classe | Enseigne de vaisseau de 1re classe | Enseigne de vaisseau de 1re classe | Enseigne de vaisseau de 2e classe | Enseigne de vaisseau de 2e classe | Enseigne de vaisseau de 2e classe | Pas d'équivalent | Pas d'équivalent | Pas d'équivalent | Pas d'équivalent | Pas d'équivalent | Pas d'équivalent | Aspirant de marine | Aspirant de marine |

## Annexe